# Сокальський кордон
«Сокальський кордон» — умовний термін для визначення адміністративної межі між Галичиною й українськими північно-західними землями (Волинню і Холмщиною) за часів Другої Речі Посполитої 1920–1939 рр. Назва пов'язана з містом Сокалем.
З метою послабити життя українців у Польщі, Варшава не дозволяла поширення діяльності українських установ і організацій, які діяли в Галичині («Просвіта», «Рідна Школа», Союз Українок, «Січ», «Луг», «Сокіл», «Сільський господар» тощо) на терени Волині та Холмщини.
Протягом 1929—1934 років польська влада під приводом антидержавної діяльності знищила мережу українських інституцій на Волині.
Так, 1934 року понад 400 кооперативів на північно-західних землях відірвано від їхньої централі у Львові — Ревізійного Союзу Українських Кооператив.
Конкордат Польщі з Апостольською Столицею (1925) обмежив діяльність Української Греко-Католицької Церкви за межами Галичини. На півн.-західних землях її вірні були підпорядковані римо-католицькому єпископу.
Діяльність українських політичних партій з централями у Львові була на північно-західних землях утруднена, а нормалізація (1935) до цих земель не стосувалася.
Було також утруднене поширення за межі «Сокальського кордону» української книжки та преси, що видавалася в Галичині, і навіть обмін української людності.
Особливу роль у зміцненні «сокальського кордону» відіграв Генрик Юзевський, волинський воєвода у 1928–1929 та 1930–1938 рр. Обриваючи зв'язки українських організацій Волині з Галичиною, він усіляко сприяв діяльності Волинського Українського об'єднання, створеного еміґрантами з Наддніпрянщини.